# Pitcairnia bakeri
Pitcairnia bakeri är en gräsväxtart som först beskrevs av Éduard-François André, och fick sitt nu gällande namn av Carl Christian Mez. Pitcairnia bakeri ingår i släktet Pitcairnia och familjen Bromeliaceae. Inga underarter finns listade i Catalogue of Life.